# نوري الراوي
نوري أحمد الراوي (1925-2014)؛ فنان تشكيلي، كاتب، ناقد فني ومؤرخ للحركة التشكيلية في العراق.

## السيرة الذاتية

### طفولته وشبابه
ولد في قرية راوة في الفرات الأعلى عام 1925، في أسرة كان هو آخر أبنائها. كان والده معمارًا حيث شيَّد جامع المدينة. نشأ الراوي في بلدةٍ صغيرةٍ في أعالي الفرات هي مدينة «عانة» حيث تلقى فيها تعليمه الابتدائي. وقد تركت هذه البلدة الريفية بمشاهد طبيعتها الساحرة وبيوتها وقِببها البيضاء وأنينِ نواعيرها الدائِرة بجريان مياه الفرات أثرًا عميقًا وبالغًا في إنتاجهِ الأدّبي والفني. وضلّ حُضورها يُلازم رسومه كرحلةٍ خياليةٍ تمتزجُ فيها هذه الصورِ الصوفيةِ بين شفافية الحُلمِ وخيوط الذاكرةِ.
«أنا ارسم كما لو كنتُ أحلمْ» 
في هذه المرحلة المبكرة من حياته 1933-1934 بدأ ميلوهُ الأدبّي والفنّي يرتسمُ من خلال نشاطاته المدرسية فقد كان خطيب المدرسة ورسامها.

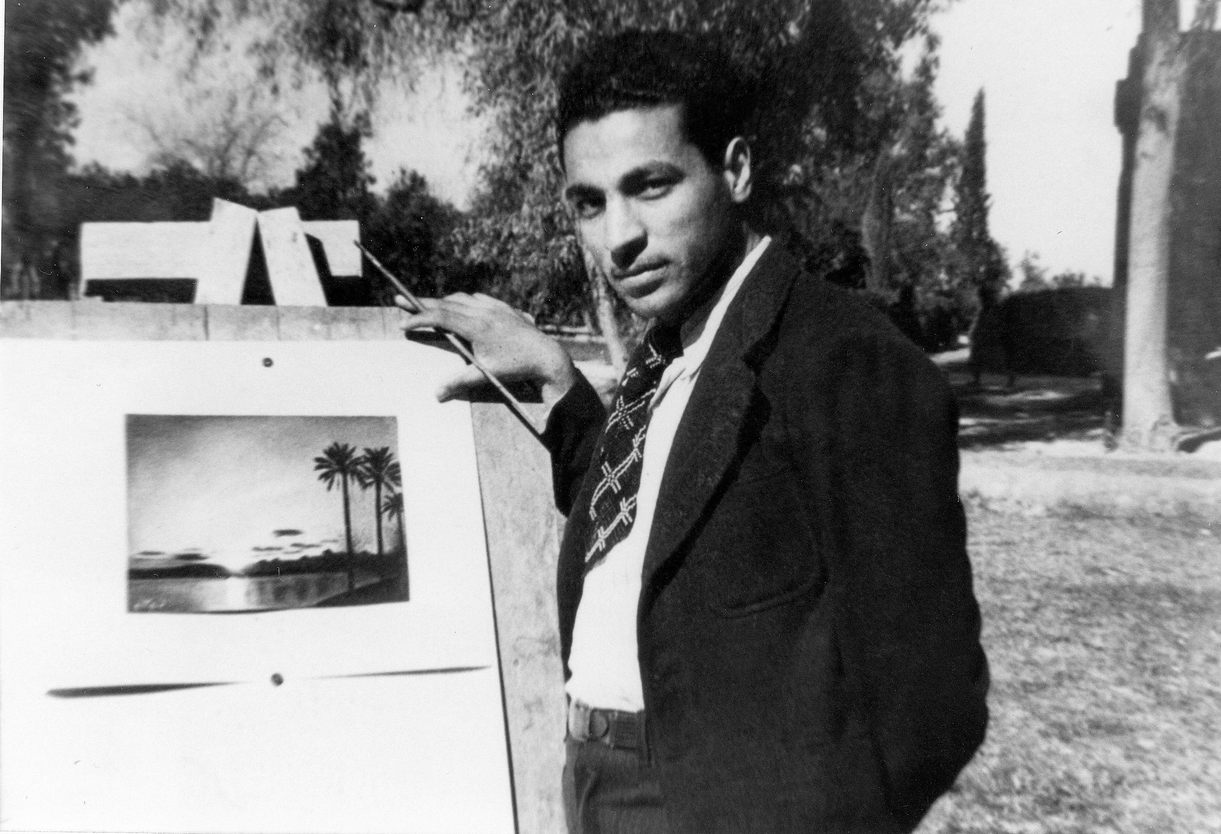
في دار المعلمين العالي عام 1941

انتقل بعدها إلى بغداد في عام 1936 لأكامل دراسته في المدرسة الكرخية المتوسطة. خلال تلك الفترة أنصب اهتمامه الأدبي على الشعر المنثور حيث كان من أوائل من كتبوا قصيدة النثر على الصعيد العربي. وقد نشر عام 1937 تحت عنوان «4 يناير» و «إليكَ يا طائر الأجواء» في صُحفِ «بغداد» و «بالك» و «العدالة».
ونشر كذلك مقالاتهِ الأدبية في المجلات العراقية أولًا «الرافدين» و «المناهل» وبعدها في المجلات العربية «الأماني»، «العرفان» و «الأديب» التي تصدر في بيروت  وفي مجلة «الرسالة» المصرية الصادر في عام 1940 بعنوان «فن يستيقظ».
خلال هذه الحقبة الدراسية كان لقائه الأول مع «المرسم» حيث مارس الرسم بألوان الباستيل كم اطلع خلالها على رسوم مشاهير الفنانين العالمين.
أنتقل بعدها للدراسة في معهد المعلمين في منطقة الرستمية خارج بغداد. وهناك فتحت أمامه أبواب جديد على الرسم بمساعدة استاذيّ بهجت عويشي وقاسم ناجي. في عام 1941 تخرج من المعهد وأنتقل للتدريس في المدرسة الغربية في «عنه» ومن ثم ثانوية الرمادي. ومن طلبته في تلك الفترة التدريسية: سعدون غيدان وتايه عبد الكريم وعبد الرزاق سعيد النايف والشاعر يوسف نمر ذياب.

### اللقاء مع الرصافي
في الفترة التي أعقبت تخرجه من معهد المعلمين كانت له لقاءات متعددة مع كبار الشعراء والكتاب والمؤرخين ومنهم الشاعر معروف الرصافي والمؤرخ عبد الرزاق الحسني والأب أنستآس الكرملي.

### صداقته مع بدر شاكر السياب

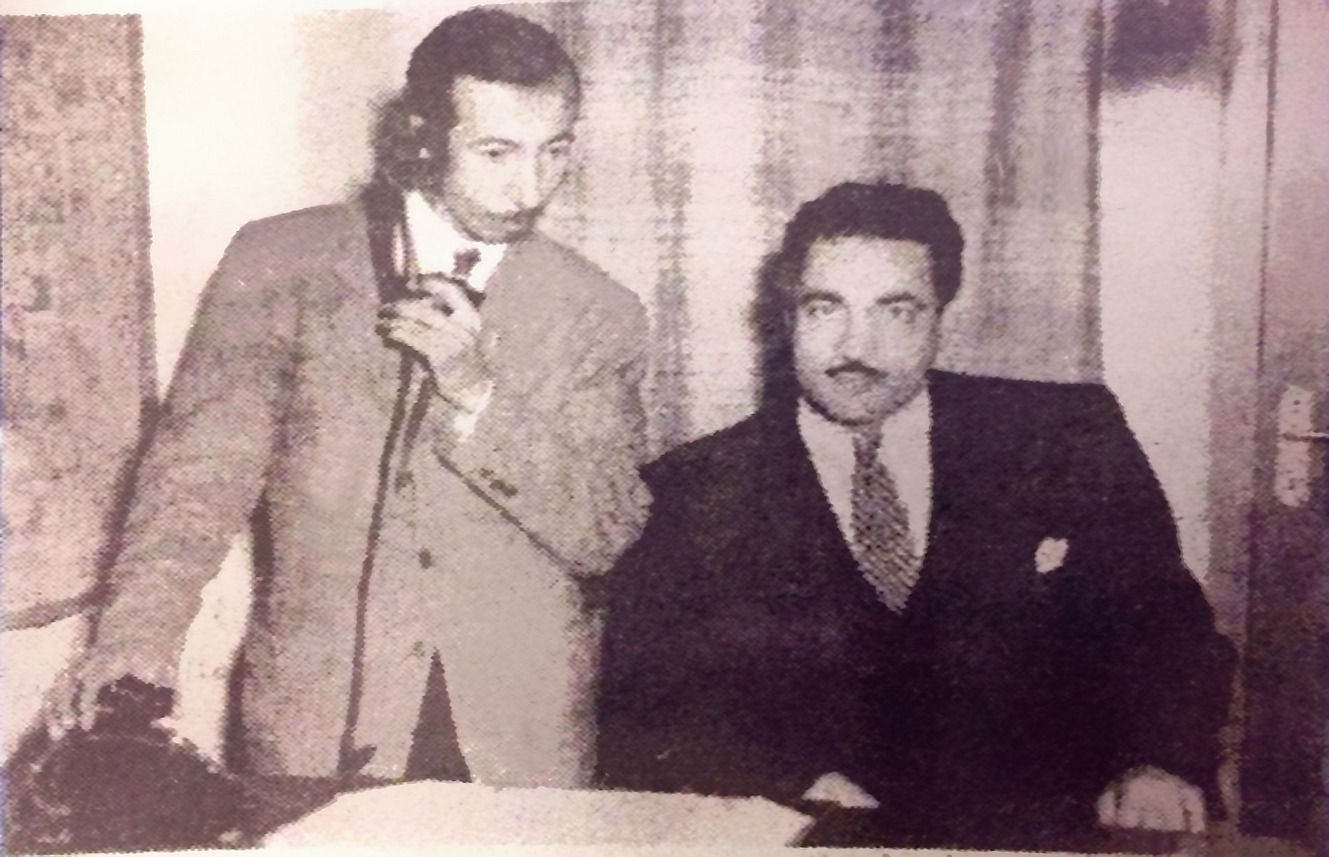
مع بدر شاكر السياب 1956

نشأت العلاقة بين الراوي والشاعر الكبير بدر شاكر السياب في بداية الخمسينيات من القرن الماضي 1953 عندما جمعتهما الوظيفة الحكومية في «مديرية الأموال المستوردة».

وتوطدت العلاقة لتصبح أكثر من صداقةٍ حميمةٍ. وقد اشتركا معًا في ترجمة ونشر كتاباتٍ عن سيرة حياة الفنانين الانطباعيين.
وجمعتهم ايضًا رابطة الأدب والشعر والاهتمام بمتابعة التيارات الفكرية المعاصرة في تلك الفترة.
وعندما اُعتُقل السياب عام 1959 بسبب مواقفه السياسية ضد الحزب الشيوعي تدخّل الراوي والمحامي محمد العبطه لكفالته واخراجه من الاعتقال.
وقد كان للراوي دورًا مهمًا في بناء وأرساء العلاقات بين السياب والفنانين العراقيين حيث كانوا يجتمعون معًا في بيت المهندس المعماري قحطان المدفعي.

## جدول بأعماله
| - 1956 عضو مؤسس لجمعية التشكيليين العراقيين - 1957- 1987 أعد وقدم برامج الفنون التشكيلية في التلفزيون العراقي. - 1959 حصل على دبلوم معهد الفنون الجميلة في بغداد - 1962-1963 حصل على زمالة دراسية في التصميم وديكور البرمجة التلفزيونية - بلغراد - 1962 - 1979 أسس وأدار المتحف الوطني للفن الحديث - بغداد | - 1964-1979 زميل في جماعة الرواد الفنية برئاسة فائق حسن. - 1967-1969 زمالة دراسية في إدارة وتنظيم المتاحف الفنية في المتحف الوطني للفن الحديث في لشبونه - 1967 عضو مؤسس نقابة الفنانين العراقين - 1972- 1979 مدير المعارض الفنية بوزارة الثقافة والفنون - 1980-1984 مدير قصر الثقافة والفنون | - 1982-1983 رئيس جمعية التشكيليين العراقيين - 1986-2001 عضو اللجنة العليا لمهرجان بغداد العالمي للفن التشكيلي - 1993 نال وسام الاستحقاق العالي بمرسوم جمهوري - 1998 رئيس رابطة نقاد الفن التشكيلي في العراق - 2003 رئيس جمعية الفنانين التشكيليين العراقيين |

## المعارض الشخصية
| - 1978 المركز الثقافي العراقي – لندن - 1983 قاعة الرشيد -بغداد - 1984 بودابست – دابرتسن - هنغاريا - 1989 المتحف الوطني للفن الحديث – بغداد - 1993 قاعة بلدنا – عمان – الأردن - 1993 قاعة عين – بغداد | - 1995 قاعة الأرمتان – باريس - 1996 قاعة الأروفلي – عمان الأردن - 1997 قاعة حمورابي– عمان الأردن - 1997 معرض مشترك مع ابنه رائد – شارلوت – نورث كارولينا – الولايات المتحدة - 1998 رواق عُمان للفنون وجمعية الفنون التشكيلية – عُمان – مسقط - 1999 قاعة اكاسيا – البحرين | - 1999 قاعة أثـر – بغداد (المعرض الأستعادي الشامل) - 2001 متحف الأبداع العراقي – بغداد - 2004 نقابة الفنون الجميلة – دمشق – سوريا - 2005 قاعة الأروفلي – عمان الأردن - 2010 قاعة الأروفلي – عمان الأردن - 2011 قاعة سلطان العويس – دبي – الأمارات العربية المتحدة |

## المؤلفات والآثار الكتابية
| - 1937 نشر أول كتاباته الأدبية والشعرية في الصحف والمجلات العراقية - 1940 نشر أول مقالاته الفنية في الصحف العراقية. - 1952 أسس أول صفحة خاصة بالفنون في الصحافة العراقية واشرف على تحريرها في صحف (الزمان- والأخبار- وصوت الأحرار) - 1962 تأملات في الفن العراقي الحديث - مكتبة الفكر الجديد - 1962 المدخل إلى الفولكلور العراقي - مركز الفولكلور العراقي في وزارة الإرشاد. - 1963 جواد سليم - مكتبة الفكر الجديد. - 1965 الفن الألماني الحديث - مكتبة الفكر الجديد - 1966 العراق في صور. | - 1975 منعم فرات نحات فطري. - 1986 اللون في العلم والفن والحياة - 1998 متحف الحقيقة، متحف الخيال. - 1999 تأملات في الفن العراقي الحديث. - 2007 أوراق ملونة من الفن العراقي. - 2011 نشيد السلام - 2013 اثار لامعة على مراكض الزمن (دار الأديب للصحافة والنشر). |

## نشاطه الإعلامي والتلفزيوني
بدأ الراوي إنتاجه التلفزيوني مع انطلاقة التلفزيون في العراق فقدم أول برنامج له بعنوان «زاوية الفن» عام 1957 ثم «مع الفنانين» في عام 1958 وتغير اسمه إلى «أعلام الفن» في عام 1959. ثم جُدد البرنامج وغُيرت صيغتهِ ليُصبح باسم «نافذة على الفن» في 1961. في العام 1962 أنتج برنامج آخر مهمتهِ تقديم أعلام العِلم والثقافة في العراق بعنوان «قابلوا الموهوبين». ثم أنتج برنامج آخر هو «آفاق الفن» في 1968 و«عالم الفنون» عام 1970. ومع تشعب وتوسع الاهتمام الفني أقتصر برنامجه «فنون تشكيلية» 1974 و «آفاق تشكيلية» 1984 على العناية بالفنون التشكيلية فقط.

## نشأةالمتحف الوطني للفن الحديث
في بداية الستينيات أنتقل الراوي للعمل في وزارة الإرشاد التي كانت تُعنى بالثقافةِ والفن. وكان يقوم بمهمة شِراء الأعمال الفنية لحساب الوزارة.كانت هذه المُقتنيات تضم أعمالًا للفنانين الرواد الأوائل مثل عبد القادر الرسام وجواد سليم وفائق حسن. وكانت تُخزّن في تلك الفترةِ في دائرة الآثار العامة في بغداد.
عام 1960 تقدمَ الراوي بمذكرةٍ إلى وزير الإرشاد الدكتور فيصل السامر وبتأبيدٍ من الدكتور طه باقر مدير الآثار العامة لغرضِ تخصيص مبنى ليضمَ هذه المجموعات من المقتنيات الفنيةِ وليكون بالتالي بمثابة نواةٍ لمتحف الفن الحديث في العراق.
في تلك الفترة كانت مؤسسة كولبنكيان تدعم مشروعاتٍ ثقافيةٍ وخيريةٍ في العراق آنذاك. وقد أهدت لأمانة العاصمة مبنى حديثًا ليكون مركزًا للفنون. وهكذا فقد توافقت الظروف لكي يتولى الراوي إعداد وتهيئة هذا المبنى ليصبح المتحف الوطني للفن الحديث. وقد اُفْتُتِح من قبل الرئيس الأسبق عبد الكريم قاسم في عام 1962.

## منعم فرات والفن الفطري

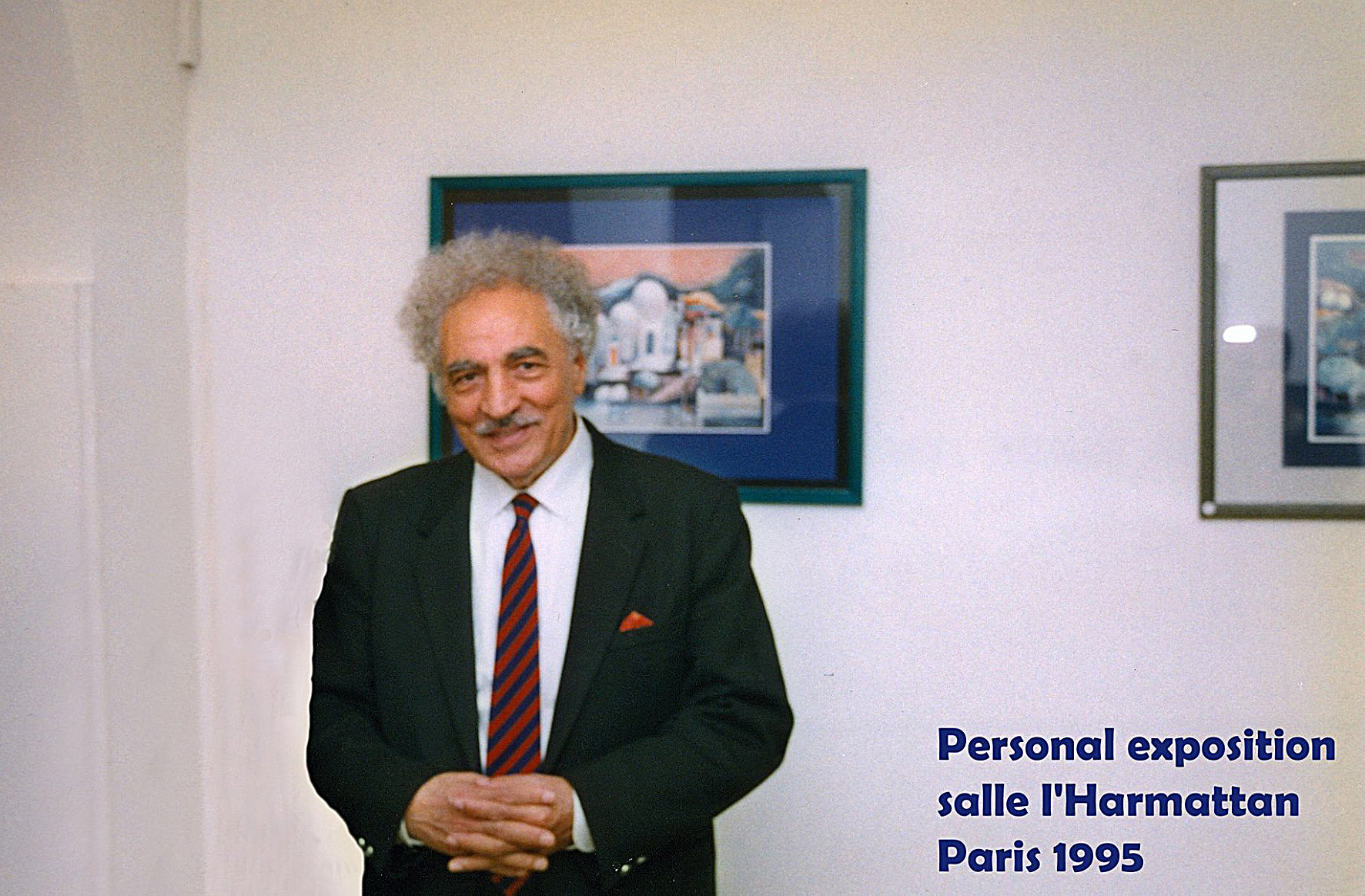
خلال معرضه الشخصي في باريس عام 1995

لم يكن الفن الفطري معرفًا في العراق في سنوات الستين. وكان الدكتور أكرم فاضل مديرًا للفنون والثقافة الشعبية قد اكتشف الفنان الفطري  منعم فرات يبيع منحوتاته المرمرية الصغيرة على ارصفة شارع الرشيد في بغداد. فكان يشتري منه أنتاجه لحساب الوزارة ولكي يمكن له سبيل العيش.
ثم اُدرجَ منعم فرات في وظيفةٍ حكوميةٍ بصفته «نقاش» في ديوان وزارة الأرشاد. وقد حظى منعم فرات بأهتمام ودعم كبير من الفنان نوري الراوي حيث انجز عنه كتابًا برفقة الدكتور أكرم فاضل بعنوان «منعم فرات».
وقد حصل على دعوة للمشاركة في المعرض الدولي للفن الفطري في مدينة «براتسلافا» في سلوفاكيا في أيلول عام 1973. ولكن القدر شاء ان يحرمه من الذهاب إلى هناك. فقد فارق الحياة نتيجة حادث سير في الثاني من آب 1972.
وقد قام الراوي بمهمة إيصال أعماله الفنية للمشاركة في هذا المعرض والذي نال فيه على الجائزة العالمية الأولى.

## العلاقة بين القصيدة واللوحة[20]

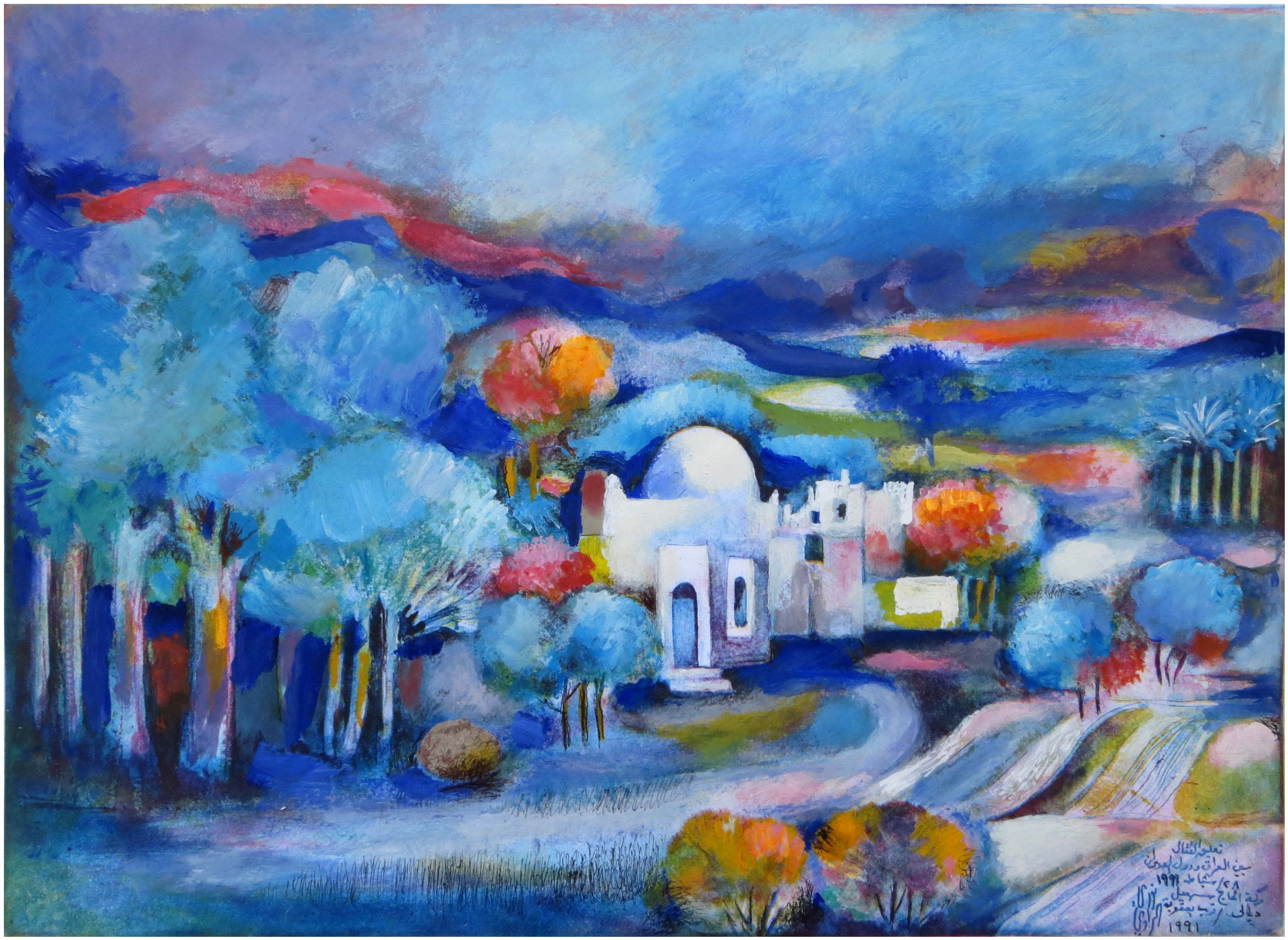
من اعمال الراوي 1991

يمتزج الرسم عند الراوي بحالة وجدانية وعاطفية. وتحتضن لغته التشكيلية اليوم مفرداتٍ من الشعر وتتماثل فيها الألوان كيقاعاتٍ موسيقيةٍ. فكل الفنون عندهُ هي روافدٍ لمزيد من التجليات.
والملاحظ أن مدنه التي يرسمها تخلو من أي وجودٍ بشريٍ فهي قرى تبعثُ كالحلم يبث هو فيها روحاً شعريةً وموسيقيةً. لأن الراوي ليس ناسخاً للطبيعة وانما هو متأملاً فيها فهو مثل كصوفيِّ وليس كآلة تصوير.
وعندما يضم إلى لوحاته ابياتاً من شعر الحلاج أو ابن عربي أو عمر الخيام فهي تأتي كأضافات تعبيرية من نسيج العمل وليست اقحاماً أو لصق خارجي. أن الشعر عنده هو نغمة الأنسان الداخلية.